# Eki
L'Eki és una llengua que es parla a l'estat de Cross River, al sud-est de Nigèria. Es parla al nord-est d'Efik i al sud d'Idere.
L'eki és una llengua de la subfamília lingüística de les llengües del baix Cross, que formen part de les llengües Benué-Congo. Crozier and Blench van llistar-la com una llengua independent. Està relacionada amb l'anaang i amb l'idere.
L'etnologue xifra que el 1988 hi ha 5.000 parlants d'ibuoro.
El 95% dels eki-parlants són seguidors de les religions cristianes: el 2,5% pertanyen a esglésies evangèliques, el 65% són protestants i el 35% són catòlics. El 5% restant són seguidors de religions tradicionals africanes.